# Louis-Arsène Lavallée

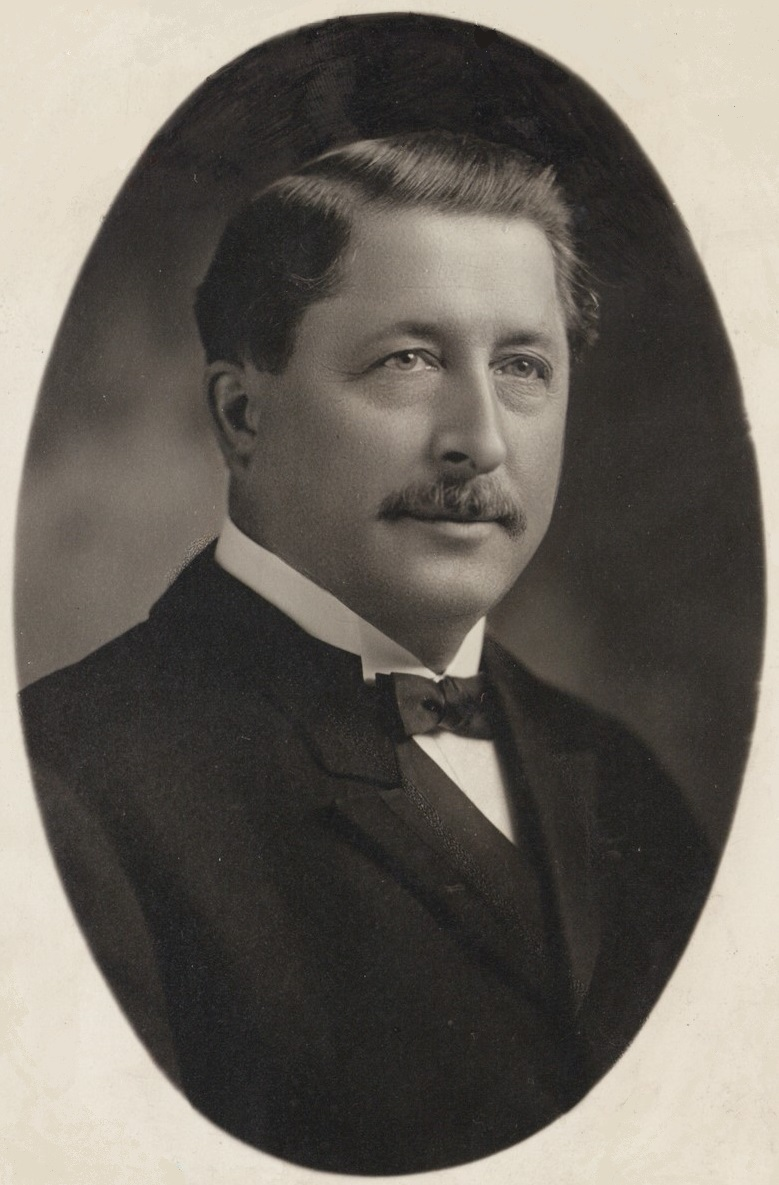
Louis-Arsène Lavallée

Louis-Arsène Lavallée (* 2. Februar 1861 in Berthierville, Provinz Kanada; † 19. November 1936 in Montreal) war ein kanadischer Politiker. Von 1912 bis 1914 amtierte er als Bürgermeister der Stadt Montreal.
Lavallée absolvierte das Collège in Joliette und studierte anschließend Recht an der Montrealer Zweigstelle der Université Laval. 1884 erhielt er die Zulassung als Rechtsanwalt. 1892 arbeitete er mit Hormidas Laporte zusammen, um die Versicherungsgesellschaft Alliance Nationale zu gründen. Nachdem er ohne Erfolg bei der Unterhauswahl 1896 kandidiert hatte, wurde er 1900 in den Montrealer Stadtrat gewählt. Lavallée trat energisch für die Fusion umliegender Gemeinden mit Montreal ein und präsidierte die entsprechende Stadtratskommission. Innerhalb weniger Jahre verschmolzen über ein Dutzend Vororte mit der Stadt, weshalb er auch als „Vater von Groß-Montreal“ bezeichnet wird. 1912 folgte die Wahl zum Bürgermeister; dieses Amt hatte er zwei Jahre lang inne.